# Сыдеев, Валерий Манзаракшеевич
Вале́рий Манзаракше́евич Сыде́ев (1 сентября 1946, Галбай,Тункинского района, Б-МАССР, РСФСР, СССР — 26 декабря 2017, Улан-Удэ, Бурятия, Россия) — российский тренер по вольной борьбе, заслуженный тренер России.

## Биография
Валерий Сыдеев родился 1 сентября 1946 года в селе Галбай Тункинского района Бурятии. После окончания средней школы в 1966 году поступил на физико-математический факультет Бурятского государственного педагогического института, который закончил в 1971 году.
Вернувшись в родной район, работал учителем математики в средней школе села Толтой.
Был призван в ряды Советской Армии, служба Валерия Сыдеева проходила в Красноярском крае. Командование воинской части, узнав о спортивных успехах молодого солдата, назначило его ответственным за спортивную подготовку личного состава. Работа физоргом пришлась по душе Валерию, и уже в армии он пришёл к решению связать свою жизнь с тренерской работой.
После службы в армии стал тренером-преподавателем по вольной борьбе в Тункинской детско-юношеской спортивной школе.
Переехав в Улан-Удэ, продолжил тренерскую работу в ДЮСШ-7. В 1976 году Сыдеев был назначен на должность старшего тренера-преподавателя по вольной борьбе.
Работая детским тренером,  Валерий Сыдеев продолжал занимался вольной, греко-римской и национальной борьбой, а также самбо. Он стал чемпионом и двукратным серебряным призёром чемпионата Бурятии по вольной борьбе, призёром чемпионатов Бурятии по греко-римской борьбе, серебряным призёром чемпионата Бурятии по самбо, много раз занимал призовые места на республиканских Сурхарбанах.

## Тренерская карьера
Валерий Сыдеев воспитал десятки мастеров спорта СССР и России по различным видам борьбы, 5 мастеров спорта международного класса, 3 заслуженных мастера спорта России.  Его ученики работают тренерами сборных команд России и Бурятии, четверо из них носят почётное звание «Заслуженный тренер России».
Валерий Сыдеев также работал  с людьми с ограниченными физическими возможностями. Он подготовил победителей Сурдлимпийских игр, чемпионов Европы и мира среди слабослышащих спортсменов. Его самый известный ученик - Андрей Захряпин, заслуженный мастер спорта России, четырёхкратный чемпион Сурдоолимпийских игр.
Также Валерий Сыдеев вовлекал в спорт детей из неблагополучных семей и подростков, состоящих на учёте в комиссии по делам несовершеннолетних.
Валерий Сыдеев ушёл из жизни после тяжелой продолжительной болезни 26 декабря 2017 года.

## Награды и звания
- заслуженный тренер России
- заслуженный тренер Бурятии
- заслуженный работник физкультуры Бурятии
- почетный знак «Заслуга перед г. Улан-Удэ»
- почетный динамовец России
- почётная грамота министерства просвещения СССР
- почётный знак «Отличник народного просвещения РСФСР.

## Память
29 ноября 2018 года на 46 сессии Улан-удэнского городского совета депутатов было принято решение о присвоении Спортивной школе олимпийского резерва №7 имени Валерия Манзаракшеевича Сыдеева.